# Jeanne Bily-Brossard
Pour les articles homonymes, voir Brossard.
Jeanne Marie Flavie Bily-Brossard, née à Niort le 4 octobre 1898 et morte à Ernée le 8 novembre 1983, est une artiste peintre miniaturiste et pastelliste française.

## Biographie
Élève de Charles Tider-Toutant, qui fut son prédécesseur à la conservation des musées de Niort, et de Huberte Baillet, Jeanne Bily-Brossard se fait connaître à l'Union des femmes peintres et sculpteurs et obtient en 1963 le prix Verdaguer de l'Institut de France.
Vers 1952, elle représenta les deux Sèvres, les six principales villes du département et leur blason dans les lunettes des portes et fenêtres du salon d'angle de l'hôtel préfectoral à Niort.
Elle peignit La Sèvre à Saint-Maxire.
Conservatrice du musée des Beaux-Arts de Niort jusqu'en 1977, une rue de la ville a été baptisée en son honneur. 
Elle est inhumée au cimetière Cadet de Niort.

## Publications
- Coiffes et costumes féminins du Poitou, préface de Gisèle d'Assailly (1952) ;
- Le donjon du château de Niort et son musée. Notice historique et archéologique (1958) ;
- Histoire des musées de Niort, Société Historique et Scientifique des Deux-Sèvres, 1958.